# Federal (departamento)

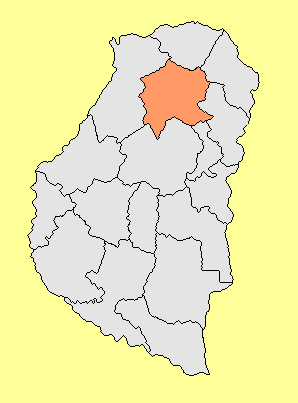
Localização da província de Entre Ríos na Argentina

Federal é um departamento da Argentina, localizado na província de Entre Ríos.